# Бранислав Николић (конструктор авиона)
Бранислав Николић (Бечеј, 2. август 1930 – Београд, 20. децембар 2013) био је машински инжењер и конструктор авиона.

## Биографија
Бранислав Николић је рођен 2. августа 1930. године у Бечеју. Основну школу је завршио у родном месту. Године 1945. уписује се у гимназију коју завршава 1949. године када уписује студије машинске технике на Београдском техничком факултету. За време студија опредељује се за своју младалачку љубав ваздухопловство а имао је срећу да му професори буду М. Ненадовић, Д. Станков, С. Милутиновић и С. Добросављевић код кога је и дипломирао 1955. године. Умро је у Београду 20. децембра 2013. године у 84. години живота као пензионисани Главни савезни ваздухопловни инспектор.

### Радна биографија
За време свог дугогодишњег стажа а радио је 43 године у области ваздухопловства, инж. Бранислав Николић се огледао у три области: конструкцији авиона и уређаја примењених у ваздухопловству, безбедности ваздушног саобраћаја и пословно организаторској сфери организација ваздушног саобраћаја.

#### Конструкторска и организаторска делатност
После дипломирања 1. децембра 1955. се запослио у Конструкционом бироу II Фабрике авиона УТВА Панчево и ту је радио пуних 12 година, почевши као приправник у конструкционом бироу па до главног конструктора авиона. Тринаесту годину рада у Утви инж. Николић је био технички директор фабрике. За време свог службовања у УТВИ у овој фабрици су пројектовани и направљени авиони: Утва-56, Утва-60, Утва-60 АТ1 и АТ2, Утва-60 АМ, Утва-60 AG, Утва-60 Н, Утва-60 AF, Утва-65 Привредник, Утва-66, као и многи уређаји који су се користили у ваздухопловству.

#### Законодавна и управљачка делатност
Након тринаесто годишњег рада у Утви, инж. Николић је око пола године био први технички директор Авиогенекса у оснивању, радећи на проблемима формирања техничке службе и стварања предуслова за почетак авио саобраћаја у тој фирми. Након тога наредних 6 година је самостални саветник и заменик директора Ваздухопловног института при Институту „Кирило Савић", где је радио на нацртима будућих ваздухопловно-техничких прописа.
Крајем 1974. године прелази у СУЦВП где као начелник Одељења за ваздухопловне прописе и поступке, организује израду нацрта првог Закона о ваздушној пловидби који се односи на млазну саобраћајну авијацију као и све остале видове ваздушне пловидбе. Закон је објављен априла 1978. године и до данас није претрпео велике измене. Такође организује и израду нацрта за бројне прописе о пловидбености ваздухоплова, његовој градњи и контроли квалитета тих радова, о његовој регистрацији и стандардима које треба да задовољи ваздухопловно техничко особље.
У авионској несрећи 18. јануара 1977. године у Крешеву близу Сарајева уништен је авион Лирџет 25Б регистарски број YU-BJH власништво СИВ-а у коме је погинуо Џемал Биједић Председник СИВ-а са особљем и посадом. Непосредно после тога инж. Николић је именован за в.д. Главног савезног инспектора и са те функције предузима многобројне системске мере да се безбедност ваздушне пловидбе санира (у претходних 8 година у нашем ваздушном саобраћају је био бар један удес саобраћајног ваздухоплова са великим бројем погинулих) а из тог периода потичу:
- - прве дозволе за рад авио-механичара и контролора градње,
- - пооштрени критеријуми за издавање пилотских дозвола и дозвола за рад кабинског особља (СТW),
- - пооштрени критеријуми за издавање дозвола аеродромском особљу,
- - сарадња на дефинисању услова за дозволе за рад контролора летења.

Крајем исте године на предлог Б. Николића, Савезно извршно веће формира Савезни ваздухопловни инспекторат, као посебну савезну организацију. У овом периоду активно ради на изради, објављивању и поштовању ваздухопловних прописа. Са групом тада најбољих пилота у нашем ваздушном саобраћају, користећи своје знање енглеског, француског и руског језика, проучава правила летења свих већих земаља у свету, организује и ради на тада новом и модерном нашем „Правилнику о летењу", који је, иако објављен 1979. године, и данас важи.
Формира високо стручну и специјализовану Службу за пловидбеност и регистар цивилних ваздухоплова Југославије. Са позиције руководиоца ове службе регулише током наредних 14 година сва питања хомологација и пловидбености наших ваздухоплова, од једрилица и спортских ваздухоплова, авиона привредне авијације, хеликоптера и авиона пословне авијације до саобраћајних ваздухоплова.
Године 1992. постаје по други пут Главни савезни ваздухопловни инспектор, надлежан за све послове у ваздухопловству, укључујући и делатност Савезне Управе за контролу лета.

#### Пословно-организаторска делатност
Захваљујући томе што је обједињавао техничка знања и познавање прописа из области ваздухопловства а имао је и искуства у томе што је био технички директор Авиогенекса у оснивању, 1994. године већ као пензионер, постаје Технички директор „Macedonian Airlines", која у том периоду обавља ваздушни саобраћај из Републике Македоније са 10 авиона.
У јесен 1996. на позив владе Црне Горе, долази у Подгорицу са задатком да помогне формирање авио-компаније Montenegro Airlines, и за рекордно кратко време (после 6 месеци), овај нови авио превозник добија свој први AOC за саобраћај прво са једним, а ускоро са два авиона типа Foker F-28-4000. После прикупљања и обуке кадрова, уходавања рада компаније, крајем 1998. године престаје његова активност у овој компанији.
Током 2002. покушава са једном великом познатом канадском фирмом да обнови производну авиона у Утви, но како фабрика није имала никаквих средстава да уђе у преговоре, све је завршено на нивоу међусобних размена писама о намерама. Да би се овај подухват реализовао, написао је велику публикацију на енглеском: STUDY - Two approaches to the manufacturing of an „all Canadian" all-metal Aircraft based on: a. Former excellent and well proven design of Aircraft, or b. Entirely new design.

#### Библиографска делатност
Године 2004. године почиње да пише трилогију:
- "На сопственим крилима" која је посвећена конструисању и производњи нових типова и модела авиона. (Књига је објављена 2009. године)
- "Борба за безбедност ваздушне пловидбе током 20 година" која је посвећена борби за безбедност ваздушне пловидбе кроз нормативну, организациону и надзорно-инспекцијску функцију у периоду од 1974. до 1994.
- "Санација постојећих и организовање нових авиопревозника" која је у првом реду посвећена мерама за оздрављење постојећих компанија, а затим и формирању нових авиопревозника на принципима и у складу са светском нормама.

### Пројекти авиона
- Утва-56 - прототип са мотором Lycoming GO-435 снаге 260 КС
- Утва-60 - серијска производња са мотором Lycoming GO-480 снаге 270 КС
- Утва-60 АТ1 - Аеро такси, спорт и туризам, мотор Lycoming GO-480 снаге 270 KS
- Утва-60 АТ2 - Аеро такси, спорт и туризам као АТ1 али са дуплим командама, мотор Lycoming GO-480 снаге 270 KS
- Утва-60 АМ - Амбулантна верзија за превоз болесних и рањеника, мотор Lycoming GO-480 снаге 270 KS
- Утва-60 AG - Аграр авион за пољопривредну авијацију, мотор Lycoming GO-480 снаге 270 KS
- Утва-60 Н - Хидроавиoн (хидроутва), са мотором Lycoming GO-480 снаге 295 KS
- Утва-60 AF - Аеро фотограметрију верзија авиона за аерофото снимање, мотор Lycoming GO-480 снаге 270 KS
- Утва 65 Привредник GO - Аграр са моторoм Lycoming GO-480 снаге 270 / 295 КS.
- Утва 65 Привредник IO - Аграр са моторoм Lycoming IO-540 снаге 300 КS.
- Утва 65 Супер Привредник 350- Аграр са моторoма Lycoming IO-540 A1A снаге 350 КS.
- Утва-66 – серијски модел са мотором Lycoming GSO-480 B1A6 снаге 340 KS
- Утва-66АМ – санитет са мотором Lycoming GSO-480 B1A6 снаге 340 KS
- Утва-66Х – хидроавион са мотором Lycoming GSO-480 B1A6 снаге 340 KS
- Утва-66В – војна верзија авиона са мотором Lycoming GSO-480 B1A6 снаге 340 KS
- Утва-66АГ – пољопривредни авион са мотором Lycoming GSO-480 B1A6 снаге 340 KS

## Признања
За заслуге у пројектовању авиона Бранислав Николић је 1974. године одликован Орденом за војне заслуге са Златним мачевима.